# Lijst van oorlogsmonumenten in de Noordoostpolder
De Nederlandse gemeente Noordoostpolder heeft 4 oorlogsmonumenten. Hieronder een overzicht.
| Nr.                             | Object                                           | Herdachte groep                          | Ontwerper               | Onthulling        | Type               | Locatie                                                               | Plaats    | Coördinaten                   | Foto                                             |
| ------------------------------- | ------------------------------------------------ | ---------------------------------------- | ----------------------- | ----------------- | ------------------ | --------------------------------------------------------------------- | --------- | ----------------------------- | ------------------------------------------------ |
| 1517                            | Cirkels in het groen                             | algemeen                                 | Hero Bloem (04-07-1945) | 4 mei 1995        | object             | Professor Thijsselaan (verplaatst in 2007 van Koningin Julianastraat) | Emmeloord | 52° 42' 43" NB, 5° 45' 51" OL | Meer afbeeldingen                                |
| Dit oorlogsmonument op Wikidata | Erehof Emmeloord                                 | geallieerde militairen                   |                         | 5 maart 1948      | oorlogsgraven      | Espelerlaan                                                           | Emmeloord | 52° 42' 59" NB, 5° 44' 36" OL | Meer afbeeldingen                                |
| 3297                            | Monument voor Geallieerde Vliegers               | geallieerde militairen                   | Esli Tapilatu           | 20 september 2007 | kruis              | Groene Zoom by 4C                                                     | Marknesse | 52° 42' 35" NB, 5° 51' 45" OL | Meer afbeeldingen                                |
| 3539                            | Monument voor geallieerde vliegers               | geallieerde militairen                   |                         |                   | kruis              | Lindeweg 13, 8305                                                     | Emmeloord | 52° 43' 18" NB, 5° 48' 48" OL | Meer afbeeldingen                                |
| 4117                            | Lancastermonument                                | geallieerde militairen                   |                         |                   | propeller op kruis | Ruïnepad, Museum schokland                                            | Schokland |                               |                                                  |
| 4263                            | monument voor de familie Hartman                 | burgerslachtoffers, Koopvaardijpersoneel | Hindrik Heerschop       |                   | overig             | Gemaalweg 25                                                          | Rutten    |                               |                                                  |
|                                 | Onderduikersbank                                 | burgerslachtoffers                       | Wim (van) Doorschodt    | 1967              | overig             | Harmen Visserplein                                                    | Emmeloord | 52° 42' 37" NB, 5° 44' 51" OL | Meer afbeeldingen                                |
|                                 | Plaquette in gebouw Gemaal Buma                  | burgerslachtoffers                       |                         | 2000              | plaquette          | Gemaalweg 25                                                          | Rutten    | 52° 50' 15" NB, 5° 42' 49" OL |                                                  |
|                                 | Gedenksteen te nagedachtenis aan A.J. Knipmeijer | verzet Nederland                         |                         |                   | plaquette          | Harmen Visserplein                                                    | Emmeloord | 52° 42' 37" NB, 5° 44' 51" OL | Gedenksteen te nagedachtenis aan A.J. Knipmeijer |

Almere ·
Dronten ·
Lelystad ·
Noordoostpolder ·
Urk ·
Zeewolde